# میهایلو میتیچ
میهایلو میتیچ (به صربی: Mihajlo Mitić) (زاده ۱۷ سپتامبر ۱۹۹۰) بازیکن والیبال اهل صربستان که عضو تیم ملی والیبال صربستان است.